# Defender (Rory Gallagher)
Defender è il decimo album solista di Rory Gallagher, pubblicato nel 1987.
Realizzato con evidente perizia e passione, risulta un album riuscito, fresco, equilibrato e originale, dal suono robusto e vibrante, in cui Gallagher conferma la sua impareggiabile tecnica chitarristica. Lo stesso artista irlandese, in quella che è considerata la sua ultima intervista trasmessa su una radio locale olandese l'11 gennaio 1995, lo definì (assieme a Tattoo) il suo album preferito. Molto simile a Top priority del 1979 per atmosfera e impatto, l'album, ristampato su CD nel 1999 con l'aggiunta di due ulteriori blues finali rispetto al 1987, spazia da energici brani rockblues come "Kickback city", "Continental Op" e "Smear Campaign", al rock metropolitano di "Road to hell", fino a classici come "Don't start me to talkin'" (con un formidabile assolo di armonica da parte di M. Feltham) e soprattutto "I ain't no saint", probabilmente uno dei più irresistibili blues che si possa ascoltare su una Stratocaster. Riguardo all'attenzione rivolta a quest'album - ricorda Donal Gallagher nel booklet del CD - il chitarrista irlandese ammise: "Voglio avere il controllo su tutto ciò che faccio, nonché l'ultima parola sul lavoro finale", perseguendo dunque il suo tipico sound rockblues a dispetto dell'approccio musicale anni ottanta più legato alle tastiere e all'elettronica. Registrato a Londra con impeccabile professionalità, e prodotto dallo stesso Rory, Defender si pone tra i suoi migliori album in assoluto assieme a Top priority, Deuce, Tattoo e ovviamente Irish Tour.

## La band
- Rory Gallagher - Voce, Chitarre, Armonica
- Gerry Mc Avoy - Basso
- Brendan O'Neill - Batteria
- Mark Feltham - Armonica su "Don't Start Me To Talkin'"
- Lou Martin - Piano su "Seven Days"
- Bob Andrews - Piano su "Don't Start Me To Talkin'"
- John Cooke - Altre tastiere

## Tracce
1. Kickback city
2. Loanshark blues
3. Continental Op
4. I ain't no saint
5. Failsafe day
6. Road to hell
7. Doing time
8. Smear campaign
9. Don't start me to talkin'
10. Seven days
11. Seems to me
12. No peace for the wicked